# Contrôle des villes pendant la guerre russo-ukrainienne
Cette page montre qui contrôle aux dates précisées les villes et villages d'Ukraine en raison de la guerre russo-ukrainienne.

## En Ukraine

### Oblast de Tcherkassy
| Nom                      | Population | Raïon        | Tenu par | À partir de     | Plus d'information |
| ------------------------ | ---------- | ------------ | -------- | --------------- | ------------------ |
| Chpola                   | 16 573     | Zvenyhorodka | Ukraine  | 24 février 2022 |                    |
| Jachkiv                  | 13 355     | Ouman        | Ukraine  | 24 février 2022 |                    |
| Kamianka                 | 11 146     | Tcherkassy   | Ukraine  | 24 février 2022 |                    |
| Kaniv                    | 23 503     | Tcherkassy   | Ukraine  | 24 février 2022 |                    |
| Khrystynivka             | 10 068     | Ouman        | Ukraine  | 24 février 2022 |                    |
| Korsoun-Chevtchenkivskyï | 17 474     | Tcherkassy   | Ukraine  | 24 février 2022 |                    |
| Ouman                    | 100 135    | Ouman        | Ukraine  | 24 février 2022 |                    |
| Smila                    | 66 475     | Tcherkassy   | Ukraine  | 24 février 2022 |                    |
| Talne                    | 13 012     | Zvenyhorodka | Ukraine  | 24 février 2022 |                    |
| Tcherkassy               | 272 651    | Tcherkassy   | Ukraine  | 24 février 2022 |                    |
| Vatoutine                | 16 096     | Zvenyhorodka | Ukraine  | 24 février 2022 |                    |
| Zolotonocha              | 27 458     | Zolotonocha  | Ukraine  | 24 février 2022 |                    |
| Zvenyhorodka             | 16 490     | Zvenyhorodka | Ukraine  | 24 février 2022 |                    |

### Oblast de Tchernihiv
| Nom                    | Population | Raïon              | Tenu par | À partir de    | Plus d'information                                                              |
| ---------------------- | ---------- | ------------------ | -------- | -------------- | ------------------------------------------------------------------------------- |
| Bakhmach               | 17 192     | Nijyn              | Ukraine, | 4 avril 2022   |                                                                                 |
| Bobrovytsia            | 10 742     | Nijyn              | Ukraine, | 4 avril 2022   |                                                                                 |
| Borzna                 | 9 632      | Nijyn              | Ukraine, | 4 avril 2022   |                                                                                 |
| Horodnia               | 11 710     | Tchernihiv         | Ukraine, | 2 avril 2022   | Occupé par la Russie le 25 février 2022. Libéré par l' Ukraine le 2 avril 2022. |
| Korioukivka            | 12 409     | Korioukivka        | Ukraine, | 4 avril 2022   | Occupé par la Russie le 25 février 2022. Libéré par l' Ukraine le 4 avril 2022. |
| Kozelets               | 7 646      | Tchernihiv         | Ukraine  | 29 mars 2022   | Occupé par la Russie le 3 mars 2022. Libéré par l' Ukraine le 31 mars 2022.     |
| Mena                   | 11 096     | Korioukivka        | Ukraine, | 4 avril 2022   |                                                                                 |
| Mykhaïlo-Kotsioubynske | 2 851      | Tchernihiv         | Ukraine  | 2 avril 2022   | Occupé par la Russie le 25 février 2022. Libéré par l' Ukraine le 2 avril 2022. |
| Nova Basan             | 2 929      | Nijyn              | Ukraine, | 1er avril 2022 | Occupé par la Russie le 4 mars 2022. Libéré par l' Ukraine le 1er avril 2022.   |
| Novhorod-Siverskyï     | 12 647     | Novhorod-Siverskyï | Ukraine  | 11 mars 2022   |                                                                                 |
| Novyi Bykiv (en)       | 2 024      | Nijyn              | Ukraine  | 2 avril 2022   | Occupé par la Russie le 25 février 2022. Libéré par l' Ukraine le 31 mars 2022. |
| Ripky                  | 6 807      | Tchernihiv         | Ukraine, | 4 avril 2022   | Occupé par la Russie le 25 février 2022. Libéré par l' Ukraine le 2 avril 2022. |
| Sedniv                 | 1 063      | Tchernihiv         | Ukraine, | 4 avril 2022   |                                                                                 |
| Semenivka              | 7 952      | Novhorod-Siverskyï | Ukraine, | 4 avril 2022   | Occupé par la Russie le 25 février 2022. Libéré par l' Ukraine le 4 avril 2022. |
| Snovsk                 | 12 315     | Korioukivka        | Ukraine, | 4 avril 2022   |                                                                                 |
| Sosnytsia              | 6 708      | Korioukivka        | Ukraine, | 4 avril 2022   |                                                                                 |
| Tchernihiv             | 285 234    | Tchernihiv         | Ukraine, | 25 mars 2022   | Voir Bataille de Tchernihiv, Bombardements de Tchernihiv                        |

### Oblast de Tchernivtsi
| Nom         | Population | Raïon            | Tenu par | Plus d'information |
| ----------- | ---------- | ---------------- | -------- | ------------------ |
| Tchernivtsi | 265 471    | Tchernivtsi      | Ukraine  |                    |
| Storojynets | 14 138     | Storojynets (en) | Ukraine  |                    |

### Criméeet Sébastopol
| Nom        | Population | Raïon           | Tenu par | Plus d'information                       |
| ---------- | ---------- | --------------- | -------- | ---------------------------------------- |
| Kertch     | 149 566    | Ville de Kertch | Russie   | Occupé par la Russie le 27 février 2014. |
| Sébastopol | 509 992    | Aucun           | Russie   | Occupé par la Russie le 27 février 2014. |
| Simferopol | 332 317    | Simferopol      | Russie   | Occupé par la Russie le 27 février 2014. |
| Yalta      | 76 746     | Yalta           | Russie   | Occupé par la Russie le 27 février 2014. |
| Yevpatoria | 105 719    | Eupatoria       | Russie   | Occupé par la Russie le 27 février 2014. |

### Oblast d'Ivano-Frankivsk
| Nom             | Population | Raïon           | Tenu par | Plus d'information |
| --------------- | ---------- | --------------- | -------- | ------------------ |
| Ivano-Frankivsk | 237 855    | Ivano-Frankivsk | Ukraine  |                    |
| Bourchtyn       | 14 866     | Ivano-Frankivsk | Ukraine  |                    |
| Nadvirna        | 22 545     | Nadvirna        | Ukraine  |                    |
| Kolomya         | 61 140     | Kolomya         | Ukraine  |                    |
| Kalouch         | 65 814     | Kalouch         | Ukraine  |                    |
| Dolyna          | 20 641     | Kalouch         | Ukraine  |                    |

### Oblast de Louhansk
| Nom                 | Population | Raïon           | Tenu par              | À partir de      | Plus d'information |
| ------------------- | ---------- | --------------- | --------------------- | ---------------- | --- |
| Altchevsk           | 106 550    | Altchevsk       | RP Louhansk           | 2 mai 2014       | Occupé par la RP de Louhansk le 30 avril 2014. |
| Bilohorivka         | 828        | Sievierodonetsk | Russie / RP Louhansk  | 3 juillet 2022   | Occupé par la Russie / RP Louhansk le 3 juillet 2022. Voir Bataille du Donets, Bataille de Lyssytchansk |
| Biloloutsk          | 3 729      | Starobilsk      | Russie / RP Louhansk  | 13 mars 2022     | |
| Bilovodsk           | 7 771      | Starobilsk      | Russie / RP Louhansk  | 13 mars 2022     | Occupé par la Russie / RP Louhansk le 25 février 2022. |
| Borivske            | 5 692      | Sievierodonetsk | Russie / RP Louhansk  | 13 mars 2022     | |
| Hirske              | 9 274      | Sievierodonetsk | Russie / RP Louhansk  | 24 juin 2022     | Occupé par la Russie / RP Louhansk le 24 juin 2022. |
| Krasnoritchenske    | 3 873      | Svatove         | Russie / RP Louhansk  | 7 mars 2022      | |
| Khroustalny         | 79 764     | Rovenky         | RP Louhansk           | 25 février 2022  | Occupé par la RP Louhansk à la mi-avril 2014. |
| Kreminna            | 18 417     | Sievierodonetsk | Russie / RP Louhansk  | 19 avril 2022    | Occupé par la Russie / RP Louhansk le 18 avril 2022. Voir Première bataille de Kreminna |
| Louhansk            | 399 559    | Louhansk        | RP Louhansk           | 25 février 2022  | Occupé par la RP Louhansk à la mi-avril 2014. Voir Siège de la base frontalière de Louhansk |
| Lyssytchansk        | 95 031     | Sievierodonetsk | Russie / RP Louhansk  | 3 juillet 2022   | Occupé par la RP Louhansk à la mi-avril 2014. Libéré par l' Ukraine le 25 juillet 2014. Reoccupé par la Russie / RP Louhansk le 2 juillet 2022. Voir Bataille de Lyssytchansk                                                                             |
| Metiolkino          | 785        | Sievierodonetsk | Russie / RP Louhansk  | 21 juin 2022     | Occupé par la Russie / RP Louhansk le 20 avril 2022. |
| Markivka            | 5 586      | Starobilsk      | Russie / RP Louhansk, | 13 mars 2022     | Occupé par la Russie / RP Louhansk le 25 février 2022. |
| Novoaïdar           | 7 879      | Chtchastia      | Russie / RP Louhansk  | 19 avril 2022    | Occupé par la Russie / RP Louhansk en 2022. |
| Novodroujesk        | 6 806      | Sievierodonetsk | Russie / RP Louhansk  | 1er juillet 2022 | Occupé par la Russie / RP Louhansk le 1er juillet 2022. Voir Bataille de Lyssytchansk |
| Novopskov           | 9 489      | Starobilsk      | Russie / RP Louhansk  | 13 mars 2022     | |
| Novotoshkivske      | 2 170      | Sievierodonetsk | Russie / RP Louhansk  | 27 avril 2022    | Occupé par la Russie / RP Louhansk le 26 avril 2022. |
| Nyjnie              | 2 346      | Sievierodonetsk | Russie / RP Louhansk  | 12 mai 2022      | |
| Nyjnia Douvanka     | 1 979      | Svatove         | RP Louhansk           | 16 avril 2022    | Occupé par la RP Louhansk en 2022. |
| Popasna             | 19 672     | Sievierodonetsk | Russie / RP Louhansk  | 8 mai 2022       | Occupé par la RP Louhansk à la mi-avril 2014. Libéré par l' Ukraine le 19 juin 2014. Réoccupé par la RP Louhansk 8 juillet 2014. Relibéré par l' Ukraine le 22 juillet 2014. Réoccupé par la Russie / RP Louhansk le 7 mai 2022. Voir Bataille de Popasna |
| Pryvillia           | 6 679      | Sievierodonetsk | Russie / RP Louhansk  | 1er juillet 2022 | Occupé par la Russie / RP Louhansk le 1er juillet 2022. Voir Bataille de Lyssytchansk |
| Roubijné            | 56 066     | Sievierodonetsk | Russie / RP Louhansk  | 12 mai 2022      | Occupé par la Russie / RP Louhansk le 12 mai 2022. Voir Bataille de Roubijné |
| Chtchastia          | 11 552     | Chtchastia      | Russie / RP Louhansk  | 12 mars 2022     | |
| Sievierodonetsk     | 101 135    | Sievierodonetsk | Russie / RP Louhansk  | 25 juin 2022     | Occupé par la RP Louhansk en mai 2014. Libéré par l' Ukraine le 22 juillet 2014. Réoccupé par la Russie / RP Louhansk le 25 juin 2022,. Voir Bataille pour Sievierodonetsk, Lyssytchansk et Roubijné, Bataille de Sievierodonetsk (2022)                  |
| Kadiïvka            | 73 702     | Altchevsk       | RP Louhansk           | 2 mai 2014       | Occupé par la RP Louhansk le 2 mai 2014. |
| Stanytsia Louhanska | 12 505     | Chtchastia      | Russie / RP Louhansk  | 26 février 2022  | Occupé par la Russie / RP Louhansk le 26 février 2022. |
| Svatove             | 16 420     | Svatove         | Russie / RP Louhansk  | 9 mars 2022      | Occupé par la Russie / RP Louhansk le 6 mars 2022. |
| Starobilsk          | 16 267     | Starobilsk      | Russie / RP Louhansk  | 13 mars 2022     | Occupé par la Russie / RP Louhansk le 26 février 2022. |
| Tochkivka           | 4 088      | Sievierodonetsk | Russie / RP Louhansk  | 21 juin 2022     | Occupé par la Russie / RP Louhansk le 21 juin 2022. Voir Bataille de Tochkivka |
| Troïtske            | 7 241      | Svatove         | Russie / RP Louhansk, | 24 mai 2022      | Occupé par la Russie le 10 mars 2022. |
| Zolote              | 13 203     | Sievierodonetsk | Russie / RP Louhansk  | 24 juin 2022     | Occupé par la Russie / RP Louhansk le 24 juin 2022. |

### Oblast de Lviv
| Nom           | Population | Raïon         | Tenu par | À partir de     | Plus d'information                                                                          |
| ------------- | ---------- | ------------- | -------- | --------------- | ------------------------------------------------------------------------------------------- |
| Brody         | 23 335     | Zolotchiv     | Ukraine  | 24 février 2022 |                                                                                             |
| Tchervonohrad | 65 180     | Tchervonohrad | Ukraine  | 24 février 2022 |                                                                                             |
| Drohobytch    | 74 610     | Drohobytch    | Ukraine  | 24 février 2022 |                                                                                             |
| Lviv          | 717 486    | Lviv          | Ukraine  | 24 février 2022 | De nombreuses représentations diplomatiques ont temporairement déménagé à Lviv depuis Kiev. |
| Sambir        | 34 444     | Sambir        | Ukraine  | 24 février 2022 |                                                                                             |
| Trouskavets   | 28 474     | Drohobytch    | Ukraine  | 24 février 2022 |                                                                                             |
| Yavoriv       | 12 888     | Yavoriv       | Ukraine  | 24 février 2022 | Voir Attaque de la base militaire de Yavoriv                                                |

### Oblast de Mykolaïv
| Nom                                           | Population | Raïon       | Tenu par | À partir de     | Plus d'information                                                                                              |
| --------------------------------------------- | ---------- | ----------- | -------- | --------------- | --- |
| Liubyne                                       | 121        | Bachtanka   | Ukraine  | 27 avril 2022   | |
| Lupareve (ro)                                 | 1 268      | Mykolaïv    | Ukraine  | 23 avril 2022   | |
| Mykolaïv                                      | 476 101    | Mykolaïv    | Ukraine  | 18 mars 2022    | Voir Bataille de Mykolaïv, Bombardement à fragmentation, Bombardement du bâtiment de l'administration régionale |
| Novopetrivka (en)                             | 1 722      | Bachtanka   | Ukraine  | 27 avril 2022   | |
| Otchakiv                                      | 13 927     | Mykolaïv    | Ukraine  | 24 février 2022 | |
| Shevchenkove (en)                             | 3 150      | Mykolaïv    | Ukraine  | 18 mars 2022    | |
| Shyroke (en)                                  | 779        | Bachtanka   | Ukraine  | 27 avril 2022   | |
| Snihourivka                                   | 12 307     | Bachtanka   | Ukraine, | 8 avril 2022    | Occupé par la Russie le 13 mars 2022. Libéré par l' Ukraine manque la date de la libération                     |
| Ukrainka (Hromada rurale de Halytsynove) (en) | 1 170      | Mykolaïv    | Ukraine  | 18 mars 2022    | |
| Voznessensk                                   | 34 050     | Voznessensk | Ukraine  | 14 mars 2022    | Voir Bataille de Voznessensk                                                                                    |
| Vynohradivka (en)                             | 1 388      | Bachtanka   | Ukraine  | 25 mars 2022    | |

### Oblast d'Odessa
| Nom                     | Population | Raïon                 | Tenu par | À partir de     | Plus d'information |
| ----------------------- | ---------- | --------------------- | -------- | --------------- | --- |
| Bile (Île des Serpents) | 100        | Izmaïl                | Ukraine  | 24 février 2022 | Occupé par la Russie le 24 février 2022. Libéré par l' Ukraine le 30 juin 2022 Voir Bombardement de l'île des Serpents |
| Bilhorod-Dnistrovskyï   | 48 197     | Bilhorod-Dnistrovskyï | Ukraine  | 24 février 2022 | |
| Izmaïl                  | 70 731     | Izmaïl                | Ukraine  | 24 février 2022 | |
| Odessa                  | 1 015 826  | Odessa                | Ukraine  | 24 février 2022 | Voir Bombardements d'Odessa                                                                                            |
| Podilsk                 | 39 662     | Podilsk               | Ukraine  | 24 février 2022 | |

### Oblast de Poltava
| Nom          | Population | Raïon        | Tenu par | À partir de     | Plus d'information |
| ------------ | ---------- | ------------ | -------- | --------------- | ------------------ |
| Krementchouk | 217 710    | Krementchouk | Ukraine  | 24 février 2022 |                    |
| Loubny       | 44 595     | Loubny       | Ukraine  | 24 février 2022 |                    |
| Myrhorod     | 38 447     | Myrhorod     | Ukraine  | 24 février 2022 |                    |
| Poltava      | 283 402    | Poltava      | Ukraine  | 24 février 2022 |                    |

### Oblast de Rivne
| Nom      | Population | Raïon  | Tenu par | À partir de     | Plus d'information |
| -------- | ---------- | ------ | -------- | --------------- | ------------------ |
| Doubno   | 37 257     | Doubno | Ukraine  | 24 février 2022 |                    |
| Kostopil | 31 060     | Rivne  | Ukraine  | 24 février 2022 |                    |
| Rivne    | 245 289    | Rivne  | Ukraine  | 24 février 2022 |                    |

### Oblast de Soumy
| Nom         | Population | Raïon    | Tenu par | À partir de  | Plus d'information                                                                                         |
| ----------- | ---------- | -------- | -------- | ------------ | --- |
| Bouryn      | 8 359      | Konotop  | Ukraine  | 6 avril 2022 | Occupé par la Russie le 25 février 2022. Libéré par l' Ukraine le 4 avril 2022.                            |
| Hloukhiv    | 32 248     | Chostka  | Ukraine  | 6 avril 2022 | Occupé par la Russie le 25 février 2022. Libéré par l' Ukraine le 4 avril 2022. Voir Bataille de Hloukhiv  |
| Konotop     | 84 787     | Konotop  | Ukraine  | 6 avril 2022 | Occupé par la Russie le 25 février 2022. Libéré par l' Ukraine le 4 avril 2022. Voir Bataille de Konotop   |
| Krolevets   | 22 437     | Konotop  | Ukraine  | 6 avril 2022 | |
| Lebedyn     | 24 238     | Soumy    | Ukraine  | 6 avril 2022 | Voir Bataille de Lebedyn                                                                                   |
| Okhtyrka    | 47 216     | Okhtyrka | Ukraine  | 6 avril 2022 | Voir Bataille d'Okhtyrka                                                                                   |
| Poutyvl     | 15 100     | Konotop  | Ukraine  | 6 avril 2022 | Occupé par la Russie le 27 février 2022. Libéré par l' Ukraine le 2 avril 2022.                            |
| Romny       | 38 305     | Romny    | Ukraine  | 6 avril 2022 | Voir Bataille de Romny                                                                                     |
| Chostka     | 73 197     | Chostka  | Ukraine  | 6 avril 2022 | |
| Soumy       | 259 660    | Soumy    | Ukraine  | 6 avril 2022 | Voir Bataille de Soumy, Fuite d'ammoniac de Sumykhimprom                                                   |
| Trostianets | 19 797     | Okhtyrka | Ukraine  | 6 avril 2022 | Occupé par la Russie le 1er mars 2022. Libéré par l' Ukraine le 26 mars 2022. Voir Bataille de Trostianets |

### Oblast de Ternopil
| Nom       | Population | Raïon    | Tenu par | À partir de     | Plus d'information |
| --------- | ---------- | -------- | -------- | --------------- | ------------------ |
| Berejany  | 17 316     | Ternopil | Ukraine  | 24 février 2022 |                    |
| Tchortkiv | 28 393     | Ternopil | Ukraine  | 24 février 2022 |                    |
| Ternopil  | 225 238    | Ternopil | Ukraine  | 24 février 2022 |                    |

### Oblast de Vinnytsia
| Nom               | Population | Raïon             | Tenu par | À partir de     | Plus d'information              |
| ----------------- | ---------- | ----------------- | -------- | --------------- | ------------------------------- |
| Bar               | 15 563     | Jmerynka          | Ukraine  | 24 février 2022 |                                 |
| Berchad           | 12 446     | Haïssyn           | Ukraine  | 24 février 2022 |                                 |
| Haïssyn           | 25 883     | Haïssyn           | Ukraine  | 24 février 2022 |                                 |
| Hnivan            | 12 314     | Vinnytsia         | Ukraine  | 24 février 2022 |                                 |
| Kalynivka         | 18 695     | Khmilnyk          | Ukraine  | 24 février 2022 |                                 |
| Khmilnyk          | 27 158     | Khmilnyk          | Ukraine  | 24 février 2022 |                                 |
| Koziatyn          | 22 634     | Khmilnyk          | Ukraine  | 24 février 2022 |                                 |
| Ladyjyn           | 22 593     | Haïssyn           | Ukraine  | 24 février 2022 |                                 |
| Mohyliv-Podilskyï | 30 186     | Mohyliv-Podilskyï | Ukraine  | 24 février 2022 |                                 |
| Toultchyn         | 14 668     | Toultchyn         | Ukraine  | 24 février 2022 |                                 |
| Vinnytsia         | 370 601    | Vinnytsia         | Ukraine  | 24 février 2022 | Voir Bombardements de Vinnytsia |
| Jmerynka          | 34 097     | Jmerynka          | Ukraine  | 24 février 2022 |                                 |

### Oblast de Volhynie
| Nom         | Population | Raïon               | Tenu par | À partir de     | Plus d'information |
| ----------- | ---------- | ------------------- | -------- | --------------- | ------------------ |
| Kivertsi    | 13 917     | Loutsk              | Ukraine  | 24 février 2022 |                    |
| Kovel       | 67 991     | Kovel               | Ukraine  | 24 février 2022 |                    |
| Loutsk      | 217 197    | Loutsk              | Ukraine  | 24 février 2022 |                    |
| Novovolynsk | 50 417     | Volodymyr-Volynskyï | Ukraine  | 24 février 2022 |                    |
| Rojychtche  | 12 584     | Loutsk              | Ukraine  | 24 février 2022 |                    |
| Volodymyr   | 38 070     | Volodymyr-Volynskyï | Ukraine  | 24 février 2022 |                    |

### Oblast de Transcarpatie
| Nom         | Population | Raïon       | Tenu par | À partir de     | Plus d'information |
| ----------- | ---------- | ----------- | -------- | --------------- | ------------------ |
| Berehove    | 23 485     | Berehove    | Ukraine  | 24 février 2022 |                    |
| Khoust      | 28 206     | Khoust      | Ukraine  | 24 février 2022 |                    |
| Moukatchevo | 85 903     | Moukatchevo | Ukraine  | 24 février 2022 |                    |
| Rakhiv      | 15 596     | Rakhiv      | Ukraine  | 24 février 2022 |                    |
| Svaliava    | 17 124     | Moukatchevo | Ukraine  | 24 février 2022 |                    |
| Oujhorod    | 115 542    | Oujhorod    | Ukraine  | 24 février 2022 |                    |
| Vynohradiv  | 25 442     | Berehove    | Ukraine  | 24 février 2022 |                    |

### Oblast de Zaporijjia
| Nom          | Population | Raïon      | Tenu par                        | À partir de     | Plus d'information                                                     |
| ------------ | ---------- | ---------- | ------------------------------- | --------------- | ---------------------------------------------------------------------- |
| Berdiansk    | 107 928    | Berdiansk  | Russie                          | 27 février 2022 | Occupé par la Russie le 27 février 2022. Voir Bataille de Berdiansk    |
| Bilmak       | 6 507      | Polohy     | Russie,                         | 15 mars 2022    | Occupé par la Russie le 14 mars 2022.                                  |
| Tchernihivka | 5 645      | Berdiansk  | Russie                          | 17 mars 2022    | Occupé par la Russie le 14 mars 2022.                                  |
| Enerhodar    | 52 887     | Vassylivka | Russie                          | 4 mars 2022     | Occupé par la Russie le 4 mars 2022. Voir Bataille d'Enerhodar         |
| Houliaïpole  | 13 070     | Polohy     | Ukraine                         | 5 mai 2022      | Des combats se déroulent autour d'elle à partir du 5 mai 2022,         |
| Melitopol    | 150 768    | Melitopol  | Russie                          | 24 février 2022 | Occupé par la Russie le 25 février 2022. Voir Bataille de Melitopol    |
| Orikhiv      | 14 136     | Polohy     | Ukraine                         | 30 mars 2022    | Partiellement encerclé par les forces russes à partir du 20 avril 2022 |
| Polohy       | 18 396     | Polohy     | Russie,                         | 30 mars 2022    | Occupé par la Russie le 7 mars 2022.                                   |
| Rozivka      | 3 022      | Polohy     | République populaire de Donetsk | 30 avril 2022   |                                                                        |
| Tokmak       | 30 132     | Polohy     | Russie                          | 7 mars 2022     | Occupé par la Russie le 7 mars 2022.                                   |
| Vassylivka   | 12 771     | Vassylivka | Russie                          | 7 mars 2022     | Occupé par la Russie le 7 mars 2022.                                   |
| Zaporijjia   | 722 713    | Zaporijjia | Ukraine                         | 1er avril 2022  |                                                                        |

### Oblast de Jytomyr
| Nom               | Population | Raïon             | Tenu par | À partir de                                                                     | Plus d'information                           |
| ----------------- | ---------- | ----------------- | -------- | ------------------------------------------------------------------------------- | -------------------------------------------- |
| Berdytchiv        | 73 999     | Berdytchiv        | Ukraine  | 24 février 2022                                                                 |                                              |
| Novohrad-Volynsky | 55 463     | Novohrad-Volynsky | Ukraine  | 24 février 2022                                                                 |                                              |
| Jytomyr           | 263 507    | Jytomyr           | Ukraine  | 24 février 2022                                                                 | Voir Attaque de l'aéroport de Jytomyr        |
| Korosten          | 62 285     | Korosten          | Ukraine  | Occupé par la Russie le 26 février 2022. Libéré par l' Ukraine le 3 avril 2022. | voir Occupation russe de l'oblast de Jytomyr |

## En Russie

### Oblast de Koursk
| Nom           | Population, | Année population | Raïon      | Tenu par | À partir de  | Plus d'information |
| ------------- | ----------- | ---------------- | ---------- | -------- | ------------ | --- |
| Korenevo      | 5555        | 2021             | Korenevo   | Russie   | 6 août 2024  | |
| Koursk        | 436 678     | 2024             | Aucun      | Russie   | 6 août 2024  | |
| Malaïa Loknia | 904         | 2021             | Soudja     | Contesté | 16 août 2024 | Capturée par l'Ukraine le 8 août 2024. Contestée par la Russie depuis le 9 août 2024. |
| Rylsk         | 14 843      | 2024             | Rylsk      | Russie   | 16 août 2024 | |
| Snagost       | 479         | 2021             | Korenevo   | Ukraine  | 12 août 2024 | Contestée par l'Ukraine le 8 août 2024. Probablement recapturé entièrement par la Russie le 9 août 2024. Contestée par l'Ukraine dès le 11 août 2024. Probablement capturé par l'Ukraine le 18 août 2024. |
| Soudja        | 4941        | 2024             | Soudja     | Ukraine  | 15 août 2024 | Contestée par l'Ukraine entre le 6 et 14 août 2024. Revendiquée comme capturée par l'Ukraine le 15 août 2024.                                                                                             |
| Tiotkino      | 3 852       | 2021             | Glouchkovo | Russie   | 6 août 2024  | |